# Mango Creek
Mango Creek är en ort i Belize.   Den ligger i distriktet Stann Creek, i den södra delen av landet, 90 km söder om huvudstaden Belmopan. Mango Creek ligger 12 meter över havet och antalet invånare är 3 500.
Terrängen runt Mango Creek är mycket platt. Havet är nära Mango Creek åt sydost. Trakten är glest befolkad. Närmaste större samhälle är Placencia, 5,7 km öster om Mango Creek. 